# Домартен (Ду)
Домартен (фр. Dommartin) насеље је и општина у источној Француској у региону Франш-Конте, у департману Ду која припада префектури Понтарлије.
По подацима из 2011. године у општини је живело 632 становника, а густина насељености је износила 98,9 становника/km². Општина се простире на површини од 6,39 km². Налази се на средњој надморској висини од 808 метара (максималној 944 m, а минималној 807 m).

## Демографија
| 1962. | 1968. | 1975. | 1982. | 1990. | 1999. | 2011. |
| ----- | ----- | ----- | ----- | ----- | ----- | ----- |
| 181   | 210   | 292   | 482   | 466   | 492   | 632   |

График промене броја становника у току последњих година